# Artenay
Artenay – miejscowość i gmina we Francji, w Regionie Centralnym, w departamencie Loiret.

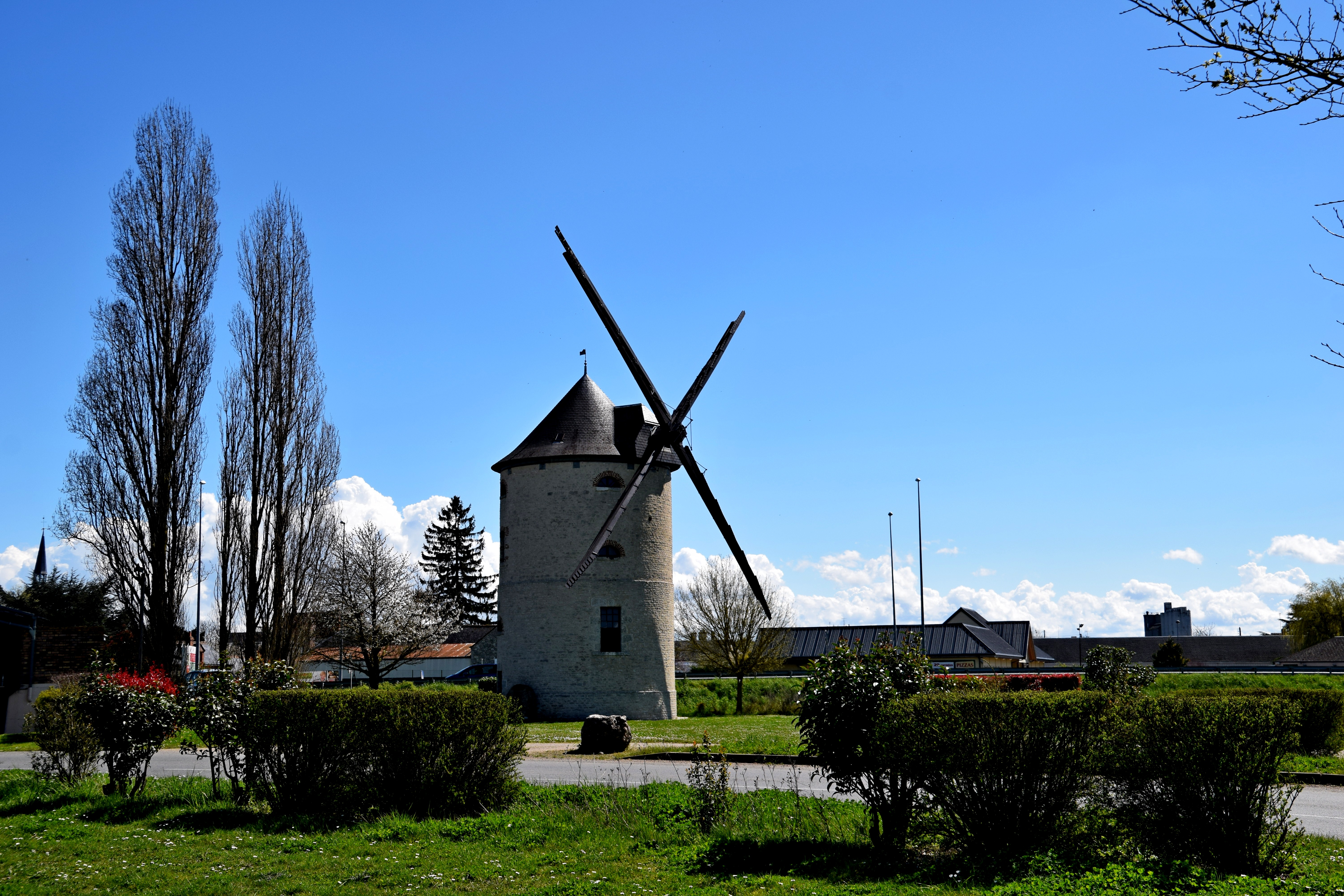
Moulin à vent des Muets

Według danych na rok 1990 gminę zamieszkiwało 2008 osób, a gęstość zaludnienia wynosiła 98 osób/km² (wśród 1842 gmin Regionu Centralnego Artenay plasuje się na 194. miejscu pod względem liczby ludności, natomiast pod względem powierzchni na miejscu 643.).